# HTC Evo 3D
HTC EVO 3D — второй после LG Optimus 3D двухъядерный коммуникатор компании HTC с поддержкой захвата и отображения 3D-изображения. Устройство работает под управлением операционной системы Google Android 2.3 Gingerbread с адаптированной оболочкой HTC Sense 3.0.
Впервые коммуникатор был анонсирован на выставке CTIA Wireless 22 марта 2011 года. Анонс гаджета в России состоялся в июне 2011 года.

## Внешний вид
Внешний вид коммуникатора в целом идентичен предшественнику из линейки EVO — HTC Evo 4G, а также имеет сходные элементы с моделью Droid Incredible 2. Гаджет выполнен из особого анодированного сплава с алюминиевыми вставками. На лицевой стороне устройства расположен 4.3"-экран, выполненный по технологии Super LCD, с разрешением 540 x 960 точек (qHD). Экран поддерживает отображение трёхмерного изображения без использования специальных очков, благодаря параллаксному барьеру. Кроме экрана, на лицевой стороне расположены стандартные сенсорные клавиши управления телефоном (стартовый экран, вызов меню, отмена действия, поиск), фронтальная камера для совершения видеозвонков с разрешением в 1.3 мегапикселя, датчик освещения, датчик приближения и динамик. С задней стороны коммуникатора расположены две камеры с разрешением в 5 мегапикселей и поддержкой автофокусировки (при этом съёмка в 3D-режиме возможна только с разрешением в 2 мегапикселя), двойная LED-вспышка и динамик. На верхнем ребре устройства находится 3.5-мм разъём для наушников, вспомогательный микрофон и клавиша включения/выключения. На правом ребре устройства находятся рычажок переключения режима работы (2D/3D), клавиша фотокамеры и качелька регулировки громкости. На нижнем ребре находится основной микрофон. На левом ребре находится micro-USB-разъём.

## Аппаратные характеристики
Процессор. В качестве процессора используется интегрированное решение Qualcomm Snapdragon MSM8260 включающее в себя двухъядерный процессор на основе архитектуры Cortex-A9 с тактовой частотой 1.2 ГГц (занижена — номинальная частота 1.5 ГГц, но также возможен разгон вплоть до 1,8-1,9 ГГц)
Графическая система. В качестве графической системы используется Adreno 220 GPU с производительностью в 88 млн полигонов/с и 2.4 Гпиксель/с; заявлена поддержка графических стандартов Open GL-ES 2.0 и Open GL-ES 1.0/1.1 и DirectX 9.0c.
Звуковая подсистема. В качестве кодека используется Texas Instruments TLW3254AIC с поддержкой технологий Dolby Digital Mobile и пространственного объемного звучания SRS WOW HD, так же присутствует полная поддержка 5.1 канального звука Dolby Digital при подключении устройства к HDMI.
Оперативная память. В аппарате используется DDR2 память объёмом 1Гб.

## Распространенные неисправности
Отказ тачскрина через 1—10 месяцев работы в 5 % случаев.